# Huang Wenyi
Huang Wenyi (chiń. 黄文仪; ur. 6 marca 1991 w Chaozhou) – chińska wioślarka, wicemistrzyni olimpijska.
Srebrna medalistka igrzysk olimpijskich w Londynie w dwójce podwójnej wagi lekkiej (razem z Xu Dongxiang).

## Osiągnięcia
- Mistrzostwa Świata – Hamilton 2010 – dwójka podwójna wagi lekkiej – 7. miejsce
- Mistrzostwa Świata – Bled 2011 – dwójka podwójna wagi lekkiej – 7. miejsce
- Igrzyska Olimpijskie – Londyn 2012 – dwójka podwójna wagi lekkiej – 2. miejsce